# The Sailor's Departure From His Dearest Love
 (octobre 2019).
The Sailor's Departure From His Dearest Love, ou en français Le départ du marin de son amour le plus cher est une ballade anglaise du XVIIe siècle qui raconte l'histoire d'un marin et de son amante qui font leurs adieux au moment du départ du navire du marin. La ballade est chantée sur l'air d'Adieu My Pretty One. Des exemplaires de la brochure sont disponibles à la British Library, à la bibliothèque de l’université de Glasgow, à la Bibliothèque nationale d’Écosse et au Magdelene College . 

## Présentation
La ballade est racontée d'abord du point de vue de l'homme, puis du point de vue de la femme. Dans la première partie, le marin explique à son amoureuse qu'il doit partir pour la mer et que les marins doivent endurer les dangers des eaux, mais qu'il lui restera fidèle. Il lui demande de prier pour lui et de continuer à l'aimer ; qu'il l'aimera pour toujours, et que les montagnes s'effondreraient et que le feu gèlerait avant que son amour pour elle ne change. Il appelle enfin tous les hommes en Angleterre à témoigner de son amour. Elle répond qu'elle pleurera et se lamentera pour lui, mais elle lui restera fidèle et priera pour lui jusqu'à son retour. Dans la strophe finale, chacun se dit au revoir, et le marin s'en va. 

## Valeur culturelle et historique
Charles Harding Firth lit la ballade dans le contexte plus large des chansons navales qui sont devenues populaires en premier sur le rivage, mais ont ensuite été adoptées par les marins comme chansons de la mer. Il soutient que de telles ballades prouvent un intérêt croissant pour la marine au XVIIe siècle. 
Cette ballade, ainsi qu’une autre, The Unkind Parents, présente des similitudes thématiques avec A Red, Red Rose, de Robert Burns. Henley et Henderson ont utilisé des preuves de la bibliothèque de Burns pour montrer qu’il connaissait bien ces facettes à travers des chapbooks et des collections de chansons. Ils soutiennent que les similitudes sont intentionnellement tirées des ballades. 